# Cercle d'or (esclavage)
Pour les articles homonymes, voir Cercle d'or.
Le Cercle d'or (le Golden Circle en anglais) fut une alliance politique pan-caraïbéenne inspirée par la conspiration de Burr, dans les années 1850, qui voulait inclure plusieurs pays au sein d'une union similaire aux États-Unis actuels.

## Géographie
Le Cercle d'or avait son centre à La Havane et mesurait 2 400 miles (plus de 3 862 kilomètres) de diamètre. Il incluait le Nord de l'Amérique du Sud, la majeure partie du Mexique, toute l'Amérique centrale, Cuba, Haïti et la plupart des îles Caraïbes, et le Sud des États-Unis. La frontière du cercle coïncidait grossièrement avec la ligne Mason-Dixon, et incluait les villes de Saint-Louis, Pittsburgh, Washington, Mexico, et Panama.

## Arguments politiques
Certains supporteurs des Provinces unies d'Amérique centrale qui fut en échec en 1840 voient le Cercle d'or comme une extension naturelle.  Jamais réalisé comme unité politique, le Cercle était en compétition et menaçait les gouvernements fédéraux fortement établis des États-Unis et du Mexique. L'année suivante la guerre américano-mexicaine, certains Américains sentirent que les gouvernements latino-américains faibles et corrompus devaient être réformés en démocratie, par conquête si nécessaire.
Un des arguments en faveur du Cercle d'or concerne l'esclavage. La colonisation européenne et les traites négrières ont décliné plus rapidement dans ces pays que dans les autres, et en 1850 l'esclavage fut aboli dans les territoires français et anglais, tout comme dans les États du Nord des États-Unis. L'esclavage était toutefois encore pratiqué dans les colonies espagnoles, de Cuba et de Porto Rico, et dans l'empire du Brésil. Les années précédant la guerre de Sécession, l'abolitionnisme était l'un des débats les plus abordés aux États-Unis, où, en dépit du commerce esclavagiste, la population d'esclaves continua d'augmenter durant cette période de façon naturelle.  
La délicate balance des pouvoirs entre le Nord et le Sud des États-Unis fut menacée par le Golden Circle. Les fédéralistes craignaient qu'une nouvelle coalition centrée aux Caraïbes alignent les nouveaux États latino-américains avec les États esclavagistes. Ceci déplacerait l'équilibre des pouvoirs au sud et menacerait le fédéralisme américain en faveur d'une Union confédéraliste pan-américaine. Les supporters du Cercle d'or croyaient qu'un alignement avec le reste des territoires caribéens encore esclavagistes renforcerait leur politique.  
Les Chevaliers du Cercle d'or était une organisation américaine formée pour promouvoir et aider la création d'une Union pan-américaine des États. Elle fut organisée en 1854 par George Bickley, un docteur né en Virginie, éditeur, et aventurier vivant à Cincinnati. L'organisation grandit lentement jusqu'en 1859 et atteignit son acmé en 1860. Les adhésions, dispersées de New York à la Californie et en Amérique latine, ne furent jamais importantes.  
Après la guerre de Sécession, beaucoup d'Américains déplacèrent leurs activités nécessitant des esclaves à Cuba et au Brésil (voir Confederados), où l'esclavage resta légal jusque dans les années 1880.  
D'autres aventuriers américains en Amérique latine adoptèrent certains idéaux du Cercle d'or ; William Walker fut celui qui eut le plus de succès dans ces tentatives de construction d'un empire latino-américain. Certains historiens considèrent la guerre hispano-américaine comme une continuation de cette politique.

## Dans la culture
- Le film de uchronique C.S.A.: The Confederate States of America qui met en scène la victoire des sudistes lors de la guerre de Sécession, fut inspiré par une brève mention du concept de Cercle d'or dans le documentaire de Ken Burns The Civil War.
- Le film Benjamin Gates et le livre des secrets (2007) met en scène des membres des Chevaliers du Cercle d'Or dans sa scène d'introduction.
- Le roman l'héritage Malone de Steve Berry.